# Wyścigowe Mistrzostwa Węgier 1972
1972 – sezon wyścigowych mistrzostw Węgier.